# Tiit Hennoste
Tiit Hennoste (* 12. August 1953 in Pärnu) ist ein estnischer Sprachwissenschaftler, Literaturwissenschaftler und Medienforscher.

## Leben
Tiit Hennoste studierte von 1976 bis 1982 Estnische Philologie an der Staatlichen Universität Tartu. Ab 1982 war er dort als Dozent tätig. 1991/92 war er Gastlektor an der Universität von Amsterdam und von 1992 bis 1996 sowie 2004 bis 2008 an der Universität Helsinki. Seinen Magistergrad verteidigte er 2002 an der Universität Tartu, zum Dr. phil. wurde er dort 2013 promoviert.

## Forschung
Als Sprachwissenschaftler widmet sich Hennoste besonders der gesprochenen estnischen Sprache, Zeitungstexten und der Textanalyse.
Im Bereich der Literaturwissenschaft hat er umfangreiche Forschungen zum Modernismus und zur Avantgarde in der estnischen Literatur vorgelegt. Des Weiteren beschäftigte er sich mit der Geschichte der estnischen Literaturgeschichtsschreibung und legte auch zahlreiche Einzelstudien zum Werk verschiedener Autorinnen und Autoren vor.

## Werke (Auswahl)

### Monografien
- (gemeinsam mit Roosmarii Kurvits) Ajalehe kujundamine. Tartu 1994.
- Valter Tauli. Great bystander. Berlin, New York 1999.
- Uudise käsiraamat. Tartu 2001.
- Eesti murded ja kohanimed. Tallinn 2002 (gemeinsam mit Ellen Niit, Karl Pajusalu, Peeter Päll und Jüri Viikberg).
- Eurooplaseks saamine. Kõrvalkäija altkulmupilk. Tartu 2003.
- (gemeinsam mit Andriela Rääbis) Dialoogiaktid eesti infodialoogides. Tüpoloogia ja analüüs. Tartu 2004.
- Sõnakatkestusega algavate lausesisese reformuleerimise tüübid eestikeelses vestluses. Tallinn 2008.
- Kommikoer ja pommikoer. Üksteist lugu Eesti ajakirjandusest. Tallinn 2010.
- Eesti kirjanduslik avangard 20. sajandi algul. Hüpped modernismi poole I. Tallinn, Tartu 2016. (Heuremata)
- (gemeinsam mit Roosmarii Kurvits) Eesti ajakirjanduse 100 aastat. Matsilehest võrguleheni. s.l. 2019. (EV 100)

### Aufsätze
- Karl Ristikivi "Hingede öö" kui tekst, in: Keel ja Kirjandus 7/1988, S. 402–411.
- Mati Unt. Mälestused ja lootused, in: Vikerkaar 12/1993, S. 60–63.
- Kirjutatud on. Emil Tode ja Tõnu Õnnepalu kolm romaani, in: Vikerkaar 9/1998, S. 68–76.
- Eesti kirjanduse keelest modernismi, postmodernismi ja postkolonialismi taustal, in: Vikerkaar 7/2000, S. 69–79.
- Postkolonialism ja Eesti. Väga väike leksikon, in: Vikerkaar Vik 4–5/2003, S. 85–100.
- "Noor-Eesti" manifest teiste kirjandusmanifestide taustal, in: Looming 5/2005, S. 746–754.
- Elu ja ilo: Eesti kirjandusmanifestide kuldaeg, in: Looming 9/2005, S. 1353–1373.
- Hüpped modernismi poole II. 20.sajandi eesti kirjandusteadus Euroopa kirjandusteaduse taustal. [27 Vorlesungen abgedruckt in der Zeitschrift Vikerkaar zwischen 2005 und 2013]
- Elulähedus ja vaimulähedus: Eesti kirjanduse noore põlvkonna manifestid 1920. aastatel, in: Looming 7/2006, S. 1069–1089; 8/2007, S. 1228–1248.
- Raha nimel, julgelt edasi? Eesti üleriigiline trükiajakirjandus viimasel kahekümnel aastal, in: Vikerkaar 7–8/2006, S. 105–122.
- Noor-Eesti kui lõpetamata enesekoloniseerimisprojekt, in: Noor-Eesti 100. Kriitilisi ja võrdlevaid tagasivaateid. Young Estonia 100. Critical and comparative retrospektives. Koost. ja toim. Elo Lindsalu. Tallinn 2006, S. 9–38.
- Undusk, inimene ja tekst. Juubeliks, in: Looming 11/2008, S. 1712–1720.
- Heroism ja eksistentsialism. Mõttevahetus: Eesti eksistentsiaalsusest, in: Looming 8/2011, S. 1139–1148.
- Ametiühingust rühmituseks. Eesti Nõukogude Kirjanike Liit kui kirjandusrühmitus ja tema esimene põhikiri kui kirjanduslik manifest, in: Uurimusi 1940. aastate Eesti kirjandusest. Koostanud Anneli Kõvamees ja Piret Viires. Tallinn 2011, S. 13–44.
- Ethno-Futurism in Estonia, in: International Yearbook of Futurism Studies 2, 2012, S. 253–285.
- Elu ja kirjanduse piiril. Suhtlemine Oskar Lutsu "Kevades", in: Looming 11/2012, S. 1621–1631.
- Lõunaeesti keel ja eesti kirjanduslik avangard, in: Looming 1/2014, S. 97–107.
- Filoloogia vabastamine Exceli käest. Kubofuturistliku uusfiloloogia programm, in: Keel ja Kirjandus 8–9/2016, S. 611–626.
- Tiigrimaa. Kalju Lepikut üle lugedes, in: Looming 2/2018, S. 237–245.